# Minno
Minno (eigentlich Mirza Hodža, * in Tuzla, SFR Jugoslawien, heute Bosnien und Herzegowina) ist ein bosnischer Sänger.

## Karriere
Das Lied Ne troši suze na mene, welches sich neben Na dan il' dva, als eines seiner erfolgreichsten Lieder erwies, nahm sein Produzent Halid Muslimović im Jahre 2000 erneut auf. Bis heute ist die Version von Minno, trotz seiner Originalität, fast in Vergessenheit geraten und die Interpretation, des populäreren Halid Muslimovic hat sich viel weiter verbreitet und an Bekanntheit gewonnen.
Minno brachte seit 1994 insgesamt fünf Alben heraus. Seine erfolgreichsten Lieder bis heute sind „Ne troši suze na mene“, „Na dan il'dva“, sowie „Ona je žena moga druga“.

## Festnahme
Mitte 1998 kam Minno für 8 Jahre ins Gefängnis. Grund hierfür war ein eskalierter Streit mit seiner damaligen Freundin, da sie während seines Konzertes in Rijeka fremdging. Minno ist im Verlauf des Streits handgreiflich geworden und fügte ihr mehrere Stichwunden zu. Nachdem er sie in eine örtliche Klinik in Tuzla gebracht hatte, stellte er sich selbst der Polizei in München, obwohl weder eine Anzeige, noch ein Haftbefehl gegen ihn bestanden.
Das Album Ti si me izdala brachte sein Produzent Halid Muslimovic im Jahre 2000 heraus, während sich Minno im Gefängnis befand. Das Album wurde bereits vor seiner Verhaftung aufgenommen und fertiggestellt.

## Diskografie
- 1993: Boli glava
- 1996: Ne troši suze na mene
- 1998: Moja sudbina
- 2000: Ti si me izdala
- 2008: Na dan il' dva